# 李民彝
李民彝（1897年1月14日—1951年2月6日），中國國民黨籍，中華民國陸軍少將，湖北省应城縣人，南京储才书院法律系毕业，曾任山西平陸縣縣長，陸軍新編第二師少將政戰部主任，抗日戰爭第一戰區司令长官部督导，暂编第三纵队少将新闻处长，中央訓練團第十八期党政班（編號127）。
汤阴保卫战协同作战二十八日城破重伤被俘，不願投共，1951年2月6日壯烈殉職于北京永定門刑場。李民彜就義後其家人遭到打壓與迫害，2019年8月28日入祀台北國民革命忠烈祠。

## 简歷
李民彜生于湖北应城县。1919年，南京儲才書院法律系畢業，弃文从武。1924年国民军第2军书记长，軍長胡景翼（中國同盟會會員）。1928年，國民革命第三集團軍（北伐序列）,秘書主任。1929年黑龍江省政府秘書。1930年山西省政府視察員。1931年山西省平陸縣長。1933年河南省公安廳秘書。1936湖北省政府民政廳秘書。1937-1940年，陸軍新編第二師秘書，少將政戰部主任。1941年，第一戰區司令長官司令部督導。 1946年，陸軍總部鄭州指揮部暂编第三縱隊任少將新聞處長。

### 擔任陸軍新編第二師少將政戰部主任
1937-1940年，陸軍新編第二師秘書，少將政戰部主任。師長金憲章，駐地山西五臺建安。隸屬抗日戰爭第二戰區，司令長官閻錫山。陸軍新編第二師自1937至1940年間參加大小二十餘場對日作戰，其中包括平型關戰役、忻口會戰、太原会战、晉察冀1938年秋季戰役等。
新編第二師由於在當地抗日戰爭英勇，在五台、定襄、罗圈沟、军马厂、翠岩峰、挂月峰迄峨口、峪口與日軍交手，其中定襄阻擊戰1938年5月4日，斃傷日軍200余人，5月6日又重創進攻的日軍。
晉察冀1938年秋季戰役，日軍109，110師團及主力航空隊圍攻山西五台縣，新編第二師（五個團）及保安團同八路軍120師聯合抵抗日軍的進攻。新编第二师及120师为主的防守分为四横二纵分布。
第一横 ：新二师和120师相互穿插照应，新二师在两头的代县、繁峙县布以重兵，而120师在两边的峪口村和峩口镇安插部队作为策应。
第二横 ：新二师在前部的原平镇，张家庄，及东社安排军事防御工事，120师则在后半部分的都庄，义大村，西雷村安排部署。
第三横 ：新二师在著名的忻口镇到东治县之间部署了10个据点，且准备了严密的防御工事。
第四横 ：新二师在忻县城、定襄及东治县之间部署了严密的防御体系，防御据点达18个之多；
自东向西的二纵：
第一纵则是由新二师为主体的防御体系网络。
第二纵则是由120师为主体的防御体系。
新二师为主体的防御体系以及和120师的防御交相呼应。该防御体系呈现出矩形的阵势，120师部以重兵在五台县城，而新二师则在自北向南从代县到忻县间的所有岔口处部署防御据点，同时在主干道部署重兵防御。尤其是在以定襄东治镇为据点的防守尤其的严密。从新二师师部给二战区司令长官阎锡山的电报中可窥探究竟。
1938年9月14日，黑泽（大佐）联队长率兵进攻山西五台， 10月5日日军使用装甲汽车喷射器，在定襄散喷射毒气，国军战士口吐白沫，喷嚏流泪呼吸迟缓，身体麻木，数百名国军将士阵亡。
1939年3月15日，黑龙关日军使用炮射催泪性毒气，50多名国军将士阵亡；16日到18日，敬辰佔定珖率领日步兵五百人及炮四门向国军进攻。
1939年6月19日，如次皓辰台城东冶3000日軍向柏兰镇进犯，并以飞机四架助战，被国军伏击给与重创，日军在黄昏前增兵至五千以及重型山炮向新编第二师猛攻。新二师骑兵连冲杀进敌营，生還無多。新二师预设伏兵三个营于罗家庄，诱敌至查湾，趁敌急行东进之际向日军勇猛冲杀，敌溃退，我军乘胜追击至柏兰镇;
1940年2月25日，日军集结山野重炮，飞机9架在清晨猛攻马鞍山五塘南北阵地。同时日军骑兵，战车冲向阵地，激战到下午三时，近千官兵壮烈成仁。            。当日军进攻晋东北五台山的基地时，八路军在以无优势人数不战的原则，放弃基地而走，新二师奋力击退日军，第二战区规定由新二师驻防，此时朱德部队又回来抢夺，在新二师前往五台途中，于寿阳县大柳树南沟，正太路的曹家村、和顺安房村遭到八路军袭击，最终共军集中火力于榆树县擊潰新二师       。

### 擔任其他職位
1941年，任抗日战争第一戰區司令長官司令部督導，參與豫南會戰；分别在洛阳、汉中、西安任职，1942年1月於重慶中央訓練團第十八期黨政班受训（編號127） 。  1944年參與豫中會戰；1946年，由國防部派駐陸軍總部鄭州指揮部第三縱隊任少將新聞處長。
1947年湯陰保衛戰中任暂编第三纵队少将政治部主任，協同暂编第三縱隊孙殿英司令堅守28日，城破重傷被俘，被俘期間仍開展政戰工作，拒绝投共，四年后，1951年2月6日被槍決於北京。

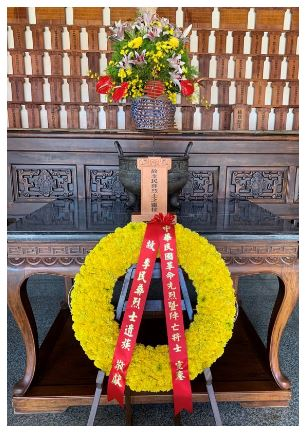
李将军牌位

### 就義後榮譽及家人的情形
李民彝将军之妻张静眉女士于文革期間在河北省保定市被迫害致死，其五個孩子，二個孩子先後死於抗日戰爭時期，二個孩子在文革中及文革後去世，其唯一女儿仍健在；李民彝后人在多年不斷的申訴下，經中華民國國防部部長嚴德發、陸軍司令陳寶餘上將批准，常務次長徐衍璞上將督辦，於2019年8月28日入祀台北國民革命忠烈祠。入祀典禮由陸軍司令陳寶餘上將主祭，政戰主任簡士偉中將陪祭。
2021年2月8日總統府頒發旌忠狀，永垂世範。
2021年3月31日國民黨主席江啓臣為李民彝烈士追發黨旗及黨旗覆棺證書以表彰其爲國捐軀英勇事跡。
2022年5月10日中華民國陸軍司令徐衍璞上將率重要幹部及官兵代表，於國民革命忠烈祠主持中華民國忠烈將士故李民彝、趙仲容將軍祭祀典禮。